# 호남호녀
호남호녀(好男好女: Good Men, Good Women)는 일본, 대만에서 제작된 허우샤오셴 감독의 1995년 영화이다. 이능정 등이 주연으로 출연하였고 이치야마 쇼조 등이 제작에 참여하였다.

## 출연

### 주연
- 이능정
- 임강
- 고첩

### 조연
- 채진남
- 위조혜
- 희상
- 여리근
- 고명

## 제작진
- 미술: 황 원잉
- 의상: 황 원잉
- 의상: 여리근
- 연출: 허우 샤오시엔